# Centrale hydroélectrique Snowy 2.0
La centrale hydroélectrique Snowy 2.0 est un projet de centrale de pompage-turbinage (ou STEP) en Australie, dans l'État de Nouvelle-Galles du Sud. Sa construction a démarré en 2020 et doit s'achever en 2026.
Ce projet se veut comme une extension du Schéma d'aménagement hydroélectrique des Snowy Mountains (Snowy Mountains Scheme), mené entre 1949 et 1974 pour des besoins d'électrification du pays ; d'où il tire son nom. Il est mené par Snowy Hydro (en), entreprise publique sous le contrôle du gouvernement fédéral et actuel propriétaire et opérateur des infrastructures du Snowy Mountains Scheme.
Avec une puissance installée de 2 000 MW et une capacité de stockage d'énergie de 350 GWh (soit jusqu'à 175 heures de fonctionnement à pleine puissance), il s'agit du plus grand projet d'énergie renouvelable en cours en Australie, et de l'un des plus importants projets de pompage-turbinage au monde. Une fois livrée, elle sera en outre la centrale hydroélectrique la plus puissante d'Australie.

## Localisation
La centrale Snowy 2.0 se situe dans le sud-est de l'État de Nouvelle-Galles du Sud, dans le sud-est de l'Australie, à environ 80 kilomètres au sud-ouest de Canberra, capitale du pays et grande ville la plus proche.
Elle est construite au sein des Snowy Mountains, chaîne de montagnes comprenant les plus hauts sommets d'Australie, et d'où partent de nombreux cours d'eau importants, ce qui en fait un site privilégié pour l'exploitation de l'hydroélectricité. Le projet est intégralement localisé dans le Parc national du Kosciuzko.

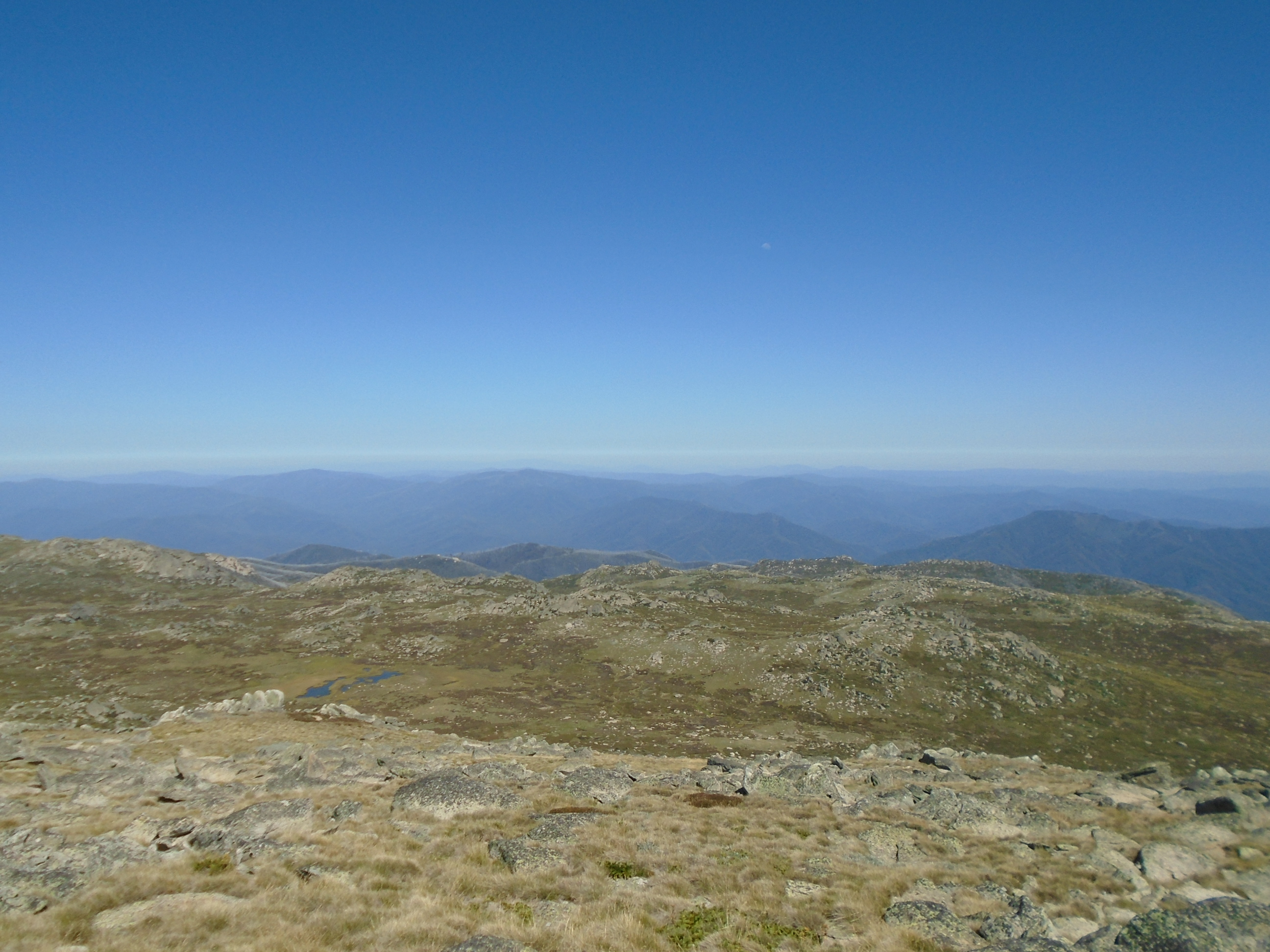
Paysage des Snowy Mountains.

## Contexte et objectifs

### Mix électrique australien
La production électrique australienne se caractérise par une très forte dépendance aux énergies fossiles, principalement au charbon (63% de la production électrique en 2016), et à un niveau très élevé d'émissions de CO2 associées : 740 g/kWh en 2015, valeur parmi les plus élevées au monde. Dans le cadre de la lutte contre le réchauffement climatique, et notamment pour respecter les objectifs de l'Accord de Paris dont l'Australie est signataire, une sortie progressive du charbon dans les prochaines décennies semble inévitable aux yeux de nombreux experts. Le mouvement semble déjà amorcé, puisqu'au cours de la décennie 2010-2019, environ 7 GW de centrales thermiques fossiles ont été définitivement retirées du service.
Au vu du gigantesque potentiel solaire et éolien de l'Australie, et de la baisse continue du coût de ces technologies, un consensus se dessine au cours des années 2010 sur les avantages environnementaux et économiques d'un scénario 100% renouvelable. Néanmoins, une forte pénétration sur le réseau électrique des productions solaire photovoltaïque et éolienne, par nature intermittentes, devra être accompagnée par de nouvelles capacités de stockage d'énergie (STEP et/ou batteries).

### Hydroélectricité en Australie: vers un renouveau?

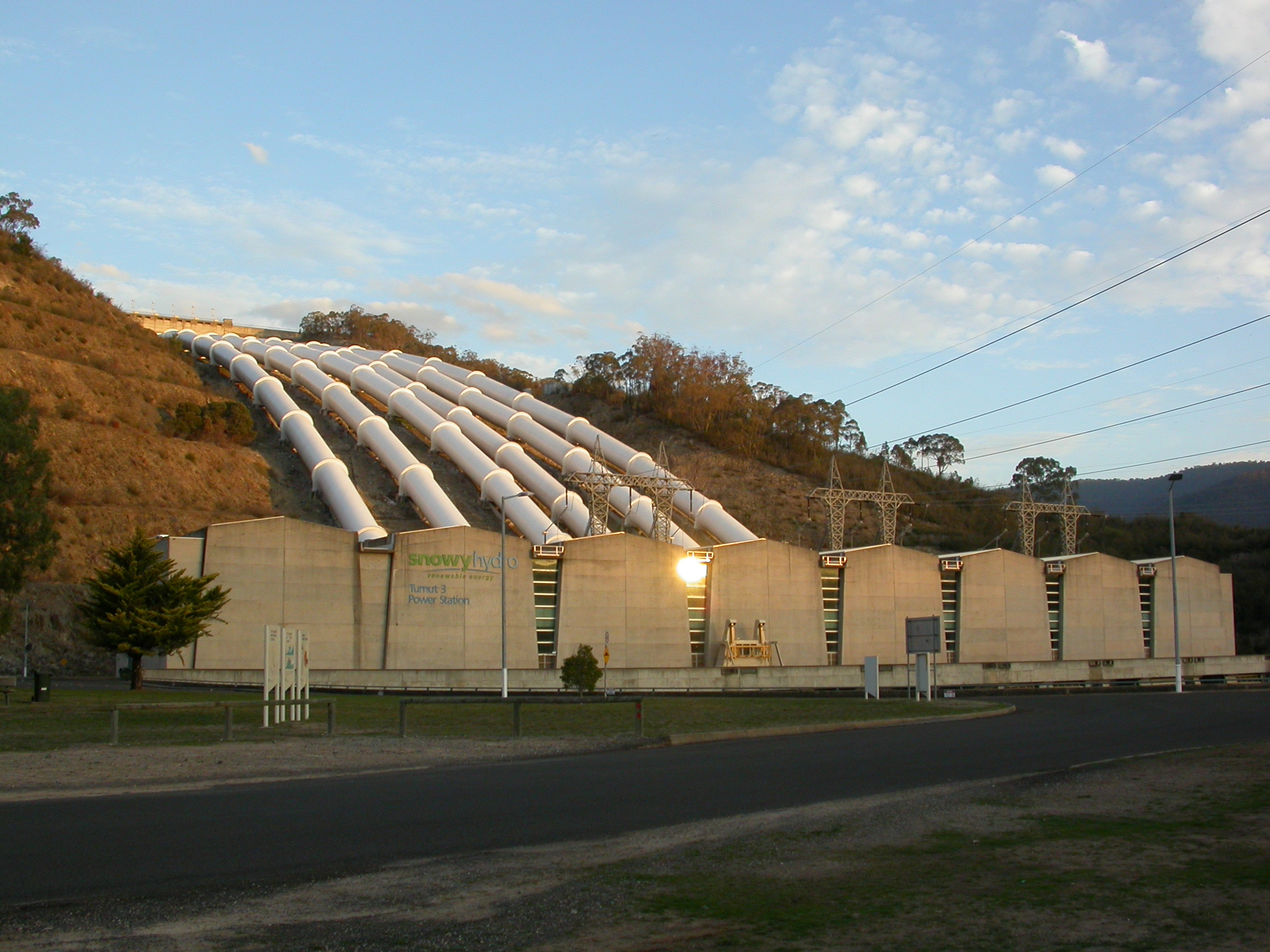
Centrale hydroélectrique Tumut 3, la plus importante du Snowy Mountains Scheme.

Le potentiel hydroélectrique de l'Australie est faible, et, avec une centaine de centrales cumulant une puissance installée d'environ 7 800 MW en 2020 (dont 4 100 MW dans les Snowy Mountains et 2 600 MW en Tasmanie), déjà largement exploité. L'hydroélectricité a compté pour seulement 6,2% de la production électrique australienne en 2019 (6,7% en moyenne sur la période 2013-2019). En outre, les derniers projets de grands barrages en date y ont rencontré une vive opposition populaire (voir le projet de barrage Gordon-below-Franklin (en)).
Néanmoins, l'hydroélectricité connait un regain d'intérêt dans les années 2010 à travers le pompage-turbinage,. Cette technique est considérée par les autorités australiennes, notamment l'Agence australienne de l'énergie renouvelable (ARENA) (en) qui mène des études sur plusieurs projets, comme un outil clé dans la transition vers une production électrique bas-carbone. Une étude de 2017, financée par l'ARENA, a permis d'identifier jusqu'à 22 000 sites potentiels de pompage-turbinage dans toute l'Australie, la plupart déconnectés du réseau hydrographique pour s'affranchir des contraintes en eau. Ces sites potentiels totaliseraient une capacité de stockage colossale de 67 TWh, deux ordres de grandeur de plus qu'il n'en faudrait pour garantir un mix électrique 100% renouvelable, d'après ses auteurs.
Parmi les grands projets de pompage-turbinage ayant suscité l'intérêt de l'ARENA figurent Snowy 2.0 (en construction), et trois sites en Tasmanie, dans le cadre du programme Battery of the Nation (études avancées en cours en 2019),.

### Intérêt de Snowy 2.0 pour la production renouvelable
Le fonctionnement classique de la centrale sera d'utiliser le surplus d'électricité aux heures de forte production renouvelable et de faible demande pour pomper de l'eau vers le réservoir supérieur (pompage), et de restituer cette énergie potentielle ainsi accumulée lorsque la demande électrique est plus importante (turbinage). Cette nouvelle infrastructure permettra donc d'intégrer davantage d'électricité d'origine solaire et éolienne sur le réseau électrique est-australien et d'améliorer leur efficacité, en compensant leur intermittence. Son promoteur revendique enfin un accroissement de la stabilité et de la fiabilité de l'ensemble du réseau électrique.

## Caractéristiques

### Réservoirs amont et aval
La centrale Snowy 2.0 ne nécessitera la construction d'aucun nouveau barrage. Elle consiste en effet à relier entre eux par des conduites d'eau souterraines deux lacs de retenue préexistants, distants d'environ 25 km et offrant une différence d'altitude de presque 700 mètres,. Snowy 2.0 combine donc une hauteur de chute élevée et une longueur de tunnels très importante, cas unique au monde pour une centrale de pompage-tubinage d'après son promoteur.

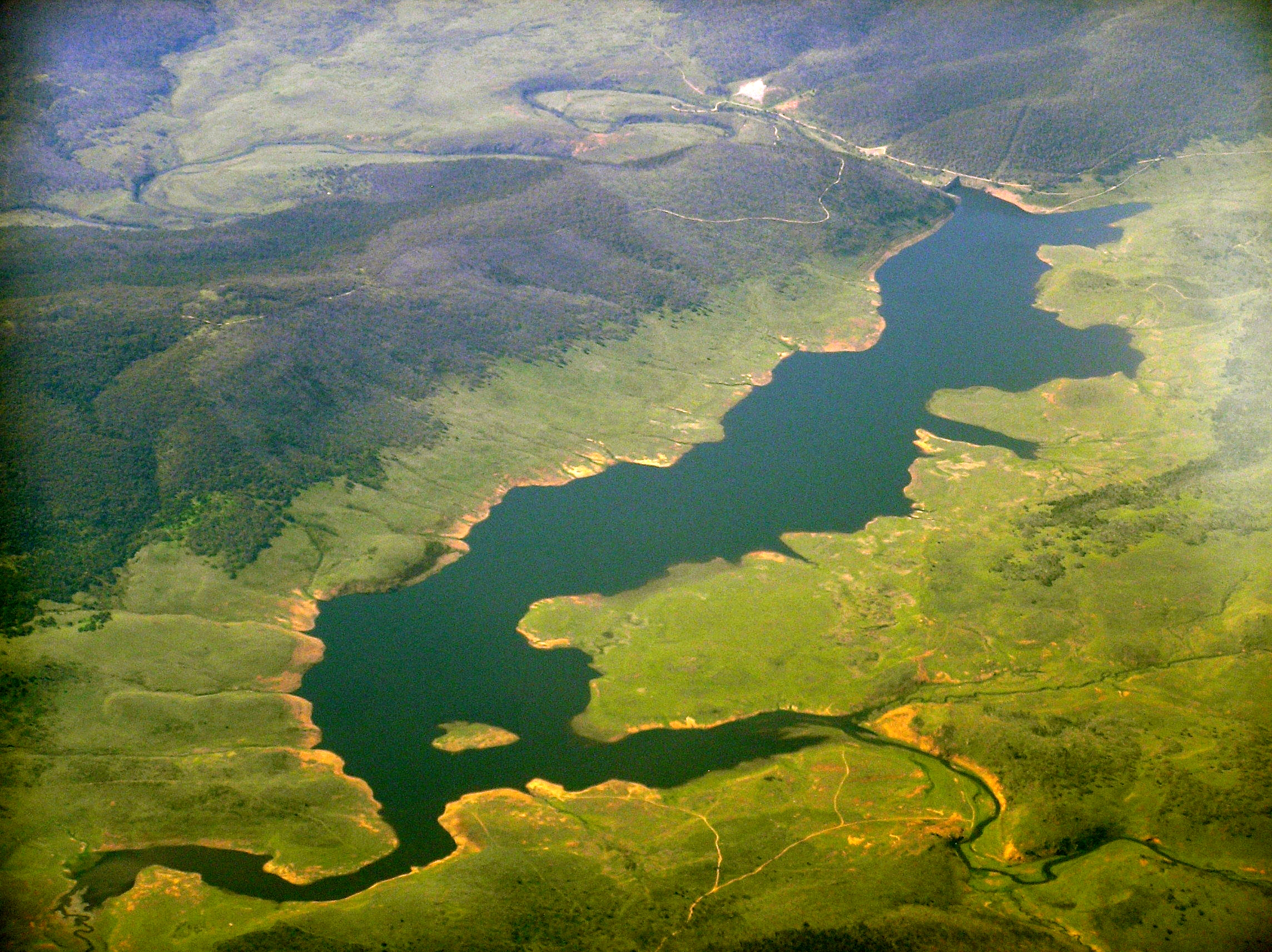
Le lac de Tantangara (futur réservoir amont) vu du ciel.

Le lac de Tantangara (en), formé par le barrage du même nom sur la rivière Murrumbidgee, constitue le réservoir supérieur, à une altitude de 1 229 m, et pour un volume d'environ 254 millions de m3.
Le lac de Talbingo (en), formé par le barrage du même nom sur la rivière Tumut (en), constitue le réservoir inférieur, à une altitude de 544 m, et pour un volume d'environ 921 millions de m3.

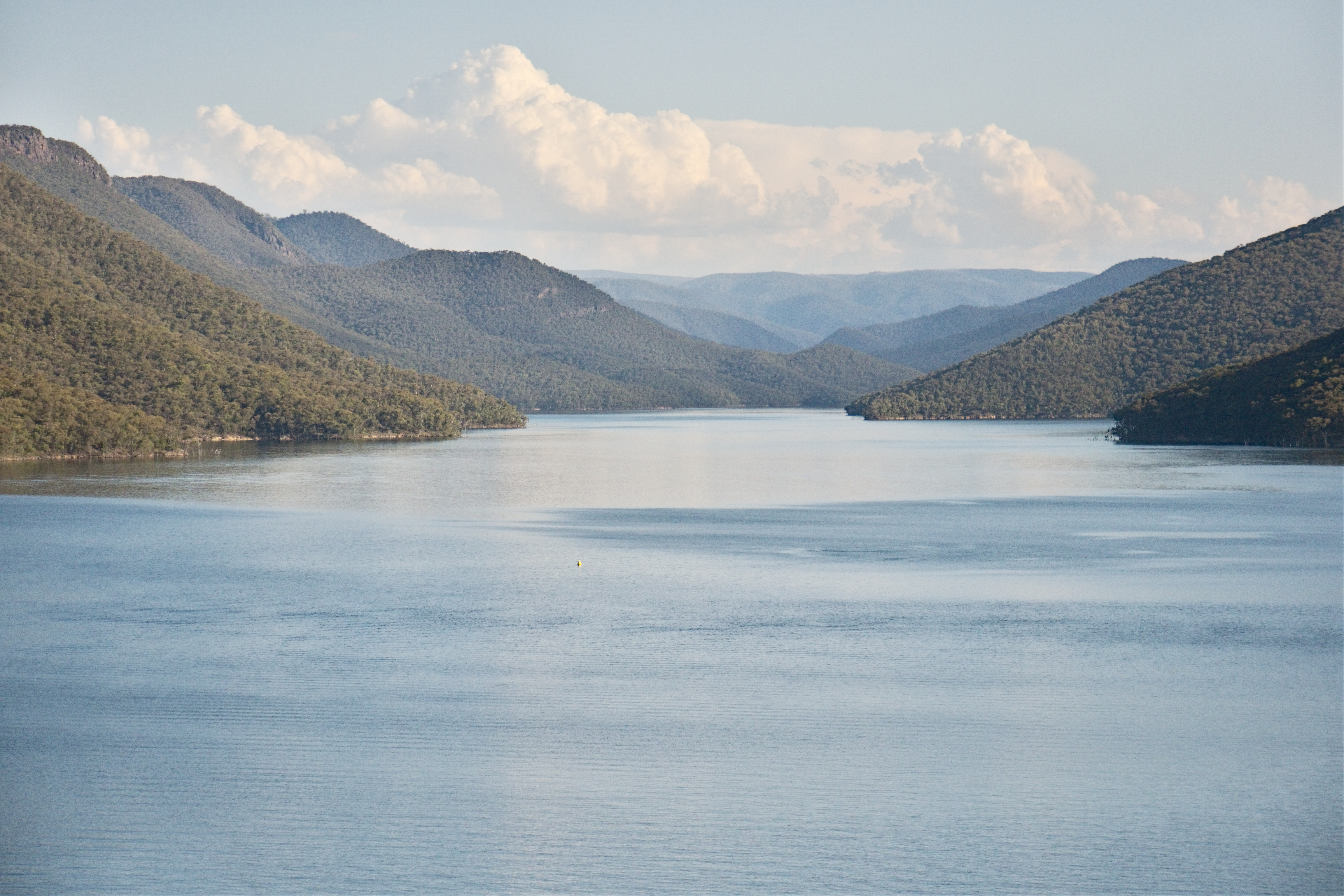
Le lac de Talbingo (futur réservoir aval).

Les réservoirs ont été créés en 1960 et 1971 respectivement, tous deux dans le cadre du Schéma d'aménagement hydroélectrique des Snowy Mountains. La configuration des réservoirs amont et aval confère au site une capacité de stockage de 350 GWh, correspondant à 175 heures (environ une semaine) de turbinage à pleine puissance,. Snowy 2.0 est ainsi considérée comme une solution de stockage "de long-terme" (en opposition avec les batteries électrochimiques ou les STEP de petite dimension n'offrant que quelques minutes ou quelques heures de stockage).

### Galeries et ouvrages hydrauliques
Les deux réservoirs seront reliés par des tunnels hydrauliques en béton totalisant 27 km de longueur, sur lesquels sera implantée une centrale hydroélectrique intégralement souterraine. Dans le détail, on trouve d'amont en aval :
- une galerie d'amenée horizontale de 16,9 km de long et 10 m de diamètre, orientée est-ouest, connectée au lac de Tantangara ;
- une conduite forcée inclinée, se séparant à son extrémité inférieure en 6 conduites en acier, chacune alimentant une turbine de la centrale ;
- une galerie de fuite horizontale de 7 km de long et 10 m de diamètre, orientée ONO-ESE, connectée au lac de Talbingo[1],[3].

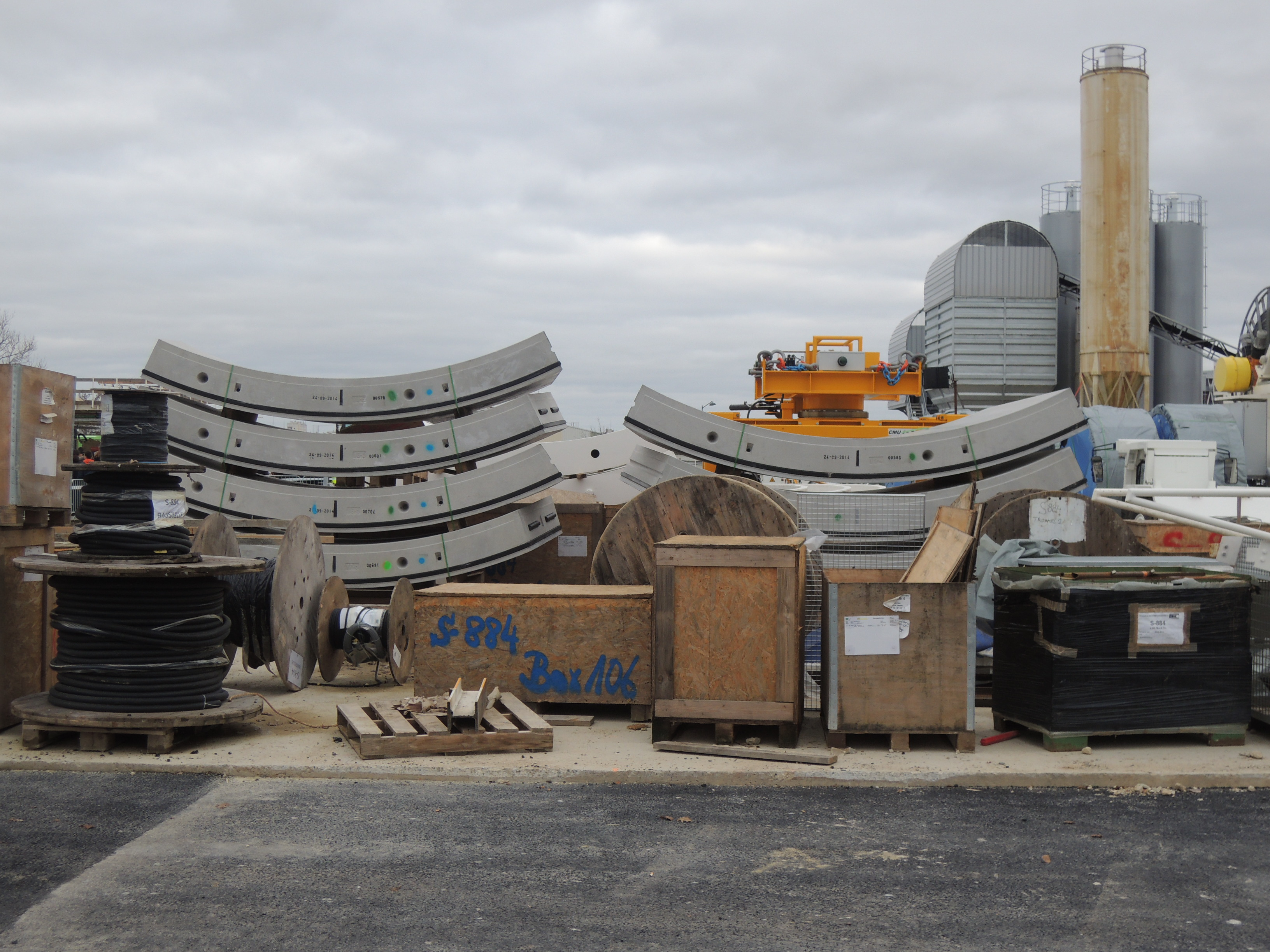
Voussoirs de tunnel en béton préfabriqué (illustration)

Les 27 kilomètres de tunnels hydrauliques seront intégralement tapissés de voussoirs en béton préfabriqué, installés par les tunneliers. Les voussoirs, épais de 38 cm et pesant 6,5 tonnes, sont assemblés par 9 pour former un anneau complet. Au total, plus de 130 000 voussoirs seront produits dans une usine créée pour l'occasion, nécessitant 14 500 rotations de camions spécialement conçus.
La centrale électrique sera située environ 800 mètres sous la surface du sol. Deux grandes cavités artificielles principales seront aménagées, l'une hébergeant la salle des machines (240 mètres de long, 30 m de large et 55 m de haut), l'autre la salle des transformateurs (200 mètres de long, 20 m de large et 50 m de haut), située directement en aval,.
Le projet nécessitera en outre le creusement de 16 kilomètres de tunnels d'accès, dont un tunnel d'accès principal à la centrale électrique, long de 2,6 km,.

#### Méthodes de creusement
Au total, Snowy 2.0 nécessitera le creusement d'une quarantaine de kilomètres de tunnels, pour l'essentiel par tunnelier. Cette technologie contraste avec les méthodes traditionnelles utilisées pour l'aménagement du complexe hydroélectrique historique (à l'explosif voire avec des outils manuels).

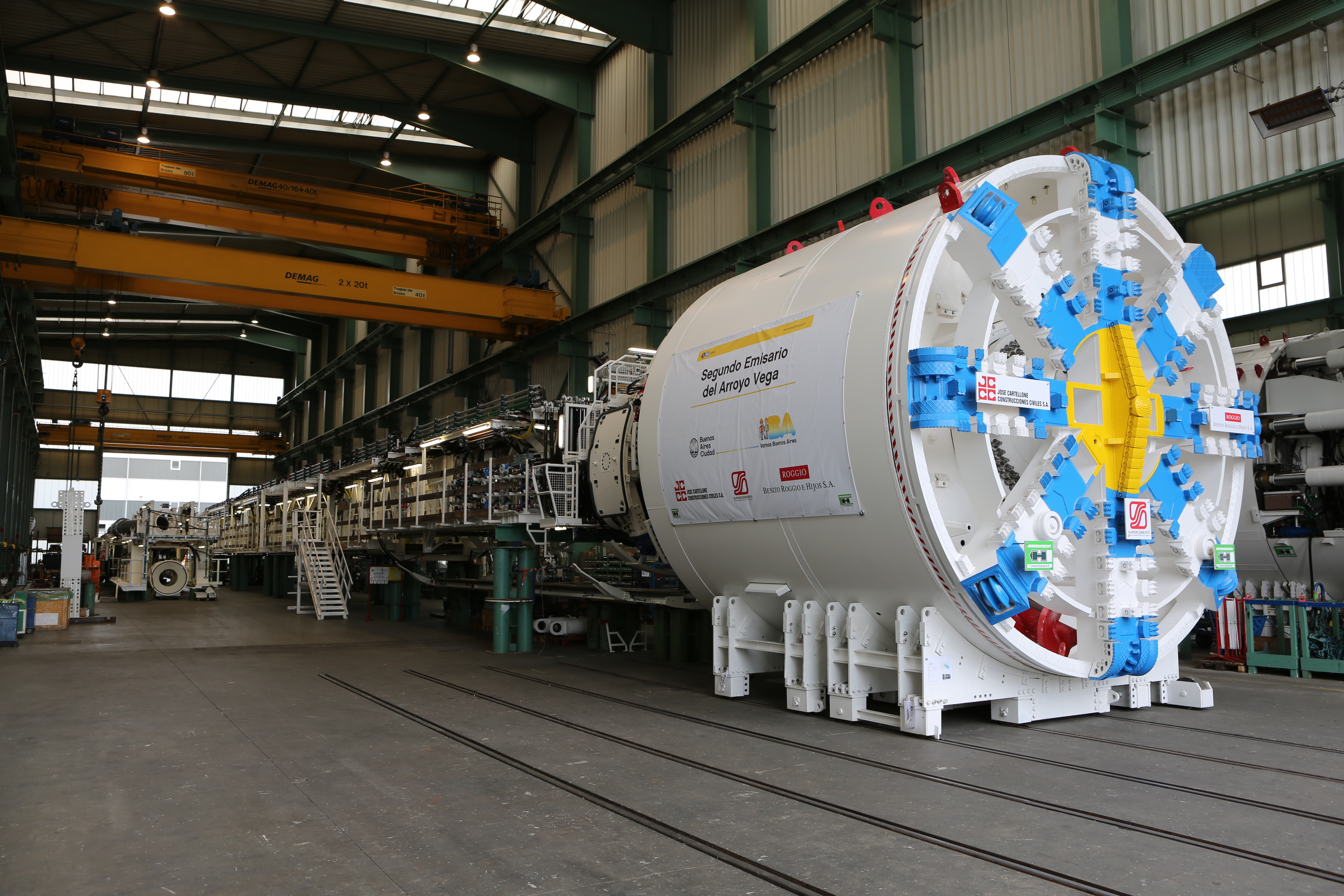
Tunnelier Herrenknecht (illustration)

Trois tunneliers seront employés sur le chantier, tous conçus spécifiquement pour la tâche qui leur est attribuée.
Le premier tunnelier (TBM 1), construit en Allemagne par Herrenknecht, est l'un des plus imposants du monde, avec 205 mètres de longueur. Capable de creuser avec une forte inclinaison, il percera la galerie de ventilation et d'évacuation de la centrale souterraine, puis la conduite forcée, jusqu'à la jonction avec la galerie d'amenée, à une vitesse de 30 mètres par jour.
Le deuxième tunnelier (TBM 2), construit en Chine par China Railway Engineering Equipment Group, est long de 137 mètres. Il creusera à une vitesse de 30 mètres par jour la galerie d'accès principale à la centrale électrique, puis dans un second temps, après avoir été démonté sous terre et réassemblé en surface, la galerie de fuite.
Le troisième tunnelier (TBM 3), construit en Allemagne par Herrenknecht, est long de 142 mètres. Il percera la galerie d'amenée, longue de 16 kilomètres. Il est le seul des trois tunneliers à pouvoir creuser dans une roche tendre, à une vitesse maximale de 50 mètres par jour.
Les trois tunneliers ont tous un même diamètre de 11 mètres.

### Installations hydroélectriques
La centrale hydroélectrique comportera six turbines Francis réversibles (pouvant fonctionner en mode turbinage ou en mode pompage) de 340 MW chacune. Trois d'entre elles seront à vitesse variable, tandis que les trois autres seront synchrones. Les six unités totaliseront une puissance installée de 2 000 MW. Il s'agira alors de la centrale hydroélectrique la plus puissante d'Australie (devant Tumut 3 (en) et ses 1 800 MW), représentant à elle seule une augmentation de plus de 50% de la puissance installée globale du Plan d'aménagement des Snowy Mountains (4 100 MW actuellement), ou de 25% de la puissance australienne totale.

### Lignes de transmission
La nouvelle centrale hydroélectrique sera connectée aux principaux sites de production et de consommation grâce à son raccordement et à une modernisation du réseau électrique existant de la Nouvelle-Galles du Sud. Deux nouvelles sous-stations électriques seront construites, l'une dans la Bago State Forest, l'autre à Maragle (en).

## Coût et financement
Le stockage d'énergie assuré par Snowy 2.0 est présenté comme étant au moins deux fois moins coûteux que les alternatives envisageables, à base de centrales à gaz et de parcs de batteries électrochimiques de grande dimension.
L'étude de faisabilité menée en 2017 avait conclu à un coût de 3,8 à 4,5 milliards de dollars australiens pour la réalisation du projet. Cependant, cette somme sera sans aucun doute dépassée, étant donné que 5,1 milliards de dollars de contrats ont déjà été engagés en 2020,. De plus, ces sommes n'incluent pas les nécessaires travaux de modernisation du réseau électrique, estimés à 2 milliards de dollars supplémentaires.
Dans le cadre de la mitigation des impacts environnementaux du projet, Snowy Hydro (en) est tenu d'investir 100 millions de dollars pour la protection de l'environnement, dont 74 millions dans un fonds de compensation pour la protection d'espèces protégées.
En septembre 2020, une lettre ouverte signée par 37 experts opposés à Snowy 2.0 fait part de leur crainte d'un dérapage des coûts du projet, prédisant une facture réelle approchant les 10 milliards de dollars. À cette date, 1 milliard de dollars ont déjà été dépensés.
Le projet Snowy 2.0 est partiellement financé par le gouvernement fédéral australien à hauteur de 1,38 milliard de dollars, le reste de l'investissement incombant à l'entreprise Snowy Hydro (en). À l'été 2020, cette dernière avait contracté 3,5 milliards de dollars d'emprunts auprès de plusieurs banques.
L'étude de faisabilité a bénéficié quant à elle d'un financement public de 8 millions de dollars de l'ARENA.

## Chronologie et construction

### Contexte historique
Aménagé entre 1949 et 1974, le Snowy Mountains Scheme comprend 16 barrages, 145 km de tunnels hydrauliques et 80 km d'aqueducs, 9 centrales hydroélectriques totalisant 33 turbines pour une puissance installée de 4 100 MW. Il s'agit du plus important complexe hydroélectrique d'Australie, et est souvent considéré comme le plus grand chantier de l'histoire du pays.
L'idée d'une extension du complexe par le développement de pompage-turbinage est née dès 1966, lorsque l'ingénieur en chef du projet William Hudson (en) a soumis une proposition en ce sens au gouvernement. Dès lors, des études préliminaires ont été menées jusqu'aux années 1990. L'un des scénarios étudiés a servi de base au projet actuel, dévoilé au public en mars 2017 par le Premier ministre d'alors, Malcolm Turnbull.
Le projet Snowy 2.0 est dès lors mené par l'entreprise publique Snowy Hydro (en), actuel propriétaire et opérateur des infrastructures du Snowy Mountains Scheme.
Le principal site de chantier, proche du lac de Talbingo, se trouve au lieu-dit Lobs Hole Ravine, emplacement d'une ancienne mine de cuivre à la fin du XIXe siècle, aujourd'hui désaffectée. Seules quelques traces de cette exploitation subsistent aujourd'hui.

### Études et validation du projet
L'étude de faisabilité du projet a été menée en 2017 par l'entreprise de conseil en ingénierie SMEC (en), et publiée en janvier 2018. Elle a conclu à la faisabilité technique et économique de la centrale Snowy 2.0. Elle a donné lieu au choix définitif d'implantation des prises d'eau et des ouvrages, sélectionnés parmi plusieurs scénarios de sorte à minimiser la longueur de tunnels et à éviter la présence de structures en surface. De nombreux forages géotechniques ont été menés à partie de 2017 par l'entreprise GHD (en), pour évaluer la nature du sous-sol le long du tracé des ouvrages, réalisant un total de 30 km de carottages.
La décision finale d'investissement a été signée en décembre 2018. Le gouvernement australien a approuvé le financement public du projet en février 2019.
Les principaux contractants du projet ont été désignés en avril 2019. Les travaux de génie civil et électro-mécaniques ont été attribués au consortium Future Generation (regroupant Salini Impregilo, Clough (en) et Lane). En outre, les turbines seront fournies par Voith et les lignes de transmission électriques construites par TransGrid (en),.
Alors que les travaux préparatoires sont déjà largement avancés, une étape importante dans l'avancement du projet est franchie le 30 juin 2020, avec la validation de son énoncé des incidences environnementales par le ministère de l'Environnement.

### Travaux préparatoires
Les travaux préparatoires ont débuté dès 2019. Ils comprennent notamment la création des routes d'accès au futur chantier, la construction des bases vies, et le forage d'une galerie d'exploration. Cette dernière consiste en un tunnel de 8 m de diamètre, entre les abords du réservoir inférieur et l'emplacement de la future centrale souterraine, permettant de s'assurer que la géologie du site est conforme aux exigences du projet.
Les nouvelles routes d'accès tracées en 2019 sont complétées en 2020 par deux ponts permanents, sur la Yarrangobilly river et la Wallace creek, qui assureront l'accès définitif aux installations souterraines.
La construction de la base vie pour les travailleurs du chantier s'effectue progressivement à partir de 2020 : elle pourra accueillir 150 personnes à la fin de l'année 2020, puis jusqu'à 1 500 en simultané au plus fort des travaux.
En outre, le terrassement permettant de dessiner le portail d'accès des tunneliers a été réalisé en 2020, au titre de ces travaux préparatoires. Enfin, une sous-station électrique est construite la même année à Lobs Hole pour assurer l'alimentation du chantier, notamment des tunneliers et de la base vie.
L'usine de production des voussoirs en béton tapissant les tunnels hydrauliques est construite au cours de l'année 2020, dans la zone industrielle de Cooma, pour un coût de 55 millions de dollars australiens.

### Construction des œuvres principales
Le 28 août 2020, le gouvernement fédéral a approuvé le lancement des travaux principaux du projet (tunnels et centrale souterraine) par Snowy Hydro .
Le creusement des tunnels principaux doit débuter à la fin de l'année 2020, avec l'entrée en service du tunnelier TBM 2 pour la galerie d'accès principale à la centrale. Ce dernier est arrivé en Australie le 5 août 2020, livré en pièces détachées par un navire chinois à Port Kembla. La livraison par convoi exceptionnel des pièces du tunnelier sur le site du chantier a débuté le 22 octobre, et son assemblage sur place doit durer jusqu'à fin décembre.
Le tunnelier TBM 1 devrait suivre début 2021 (percement du tunnel de ventilation de la centrale), suivi enfin du TBM 3 au deuxième semestre 2021 (galerie d'amenée).
La production des voussoirs en béton préfabriqué à l'usine de Cooma doit débuter fin 2020.

### Mise en service
La production d'électricité par la première turbine doit débuter en 2025, suivie par la mise en service progressive des cinq autres unités jusqu'en 2026.

## Impacts

### Sur l'environnement
Bien qu'il n'implique pas de construire de nouveau barrage, et bien que l'essentiel de ses installations soient souterraines, le projet Snowy 2.0 suscite une controverse environnementale.
La principale crainte concerne la biodiversité dans le bassin versant du lac de Tantangara (en). En effet, lors des phases de pompage, des espèces aquatiques issues du bassin inférieur risquent d'être introduites accidentellement dans le bassin supérieur, et par extension dans les cours d'eau naturels qui l'alimentent. Cela risque d'accélérer la diffusion d'espèces invasives comme la perche commune ou la gambusie. Plus spécifiquement, l'introduction de Galaxias brevipinnis (en), poisson natif d'Australie mais absent du bassin amont, dans ce dernier, risque, par compétition interspécifique, de conduire à l'extinction d'une espèce proche, Galaxias tantangara (en), endémique d'un ruisseau en amont de Tantangara et déjà en danger critique,. En mai 2020, le président du comité scientifique de la pêche de la Nouvelle-Galles du Sud Mark Lintermans a présenté sa démission en guise de protestation contre la poursuite du projet Snowy 2.0 malgré la connaissance du risque d'extinction de cette espèce autochtone.
La destruction directe d'écosystèmes naturels par l'ouvrage est limitée au regard de l'importance du projet. Les travaux de construction devraient affecter une aire correspondant à 0,1% de la surface du parc national du Kosciuzko. Une fois ceux-ci achevés, les installations permanentes n'impacteront que 0,01% du parc. Environ 100 millions de dollars seront investis par SnowyHydro dans des actions de conservation, en guise de compensation environnementale.

### Sur l'économie locale
Les gouvernements fédéral et local affirment que la réalisation du projet créera 4 000 emplois directs sur toute sa durée. D'autres sources font état de 2 400 emplois associés à la phase de construction, et 5 000 emplois directs et indirects dans la région par la suite.
L'économie des Snowy Mountains a été lourdement affectée par les incendies catastrophiques de l'été 2019-2020, puis par la crise économique consécutive à la pandémie de Covid-19. Une centaine d'entreprises locales sont impliquées dans le projet, ce qui pousse le Premier ministre Scott Morrisson à évoquer le rôle de Snowy 2.0 dans la relance économique post-crise.
En outre, d'après les tenants du projet, ses bénéfices ne se limiteront pas à l'échelle locale, puisque le supplément de flexibilité apporté par le pompage-turbinage devrait limiter la volatilité des prix de l'électricité et les tirer globalement vers le bas. Toutefois, cette allégation est largement contestée par certains experts en politique énergétique, qui affirment au contraire que, en raison du coût d'investissement très important, l'ouvrage devra maintenir des prix de vente élevés pour assurer sa rentabilité.